# Erosaria macandrewi
Erosaria macandrewi is een slakkensoort uit de familie van de Cypraeidae. De wetenschappelijke naam van de soort is voor het eerst geldig gepubliceerd in 1870 door Sowerby.